# Бартолин, Расмус
Ра́смус Ба́ртолин (дат. Rasmus Bartholin, лат. Erasmus Bartholinus; 13 августа 1625, Роскилле — 4 ноября 1698) — датский учёный: медик, анатом, физик, математик и педагог XVII века.

## Биография
Расмус Бартолин родился в семье, известной выдающимися учёными, двенадцать его родственников были профессорами Университета Копенгагена. Три поколения семьи Бартолин внесли значительный вклад в анатомию и медицину в XVII и XVIII веках: отец Расмуса, Каспар Бартолин (старший) (1585—1629), его старший брат Томас Бартолин (1616—1680), и его племянник Каспар Бартолин (младший) (1655—1738).
В течение 10 лет обучался в разных университетах Европы. Профессор геометрии, а позже и медицины Университета в Копенгагене.
Известность к нему пришла после открытия эффекта расщепления в анизотропных средах луча света на две составляющие, известного теперь как двойное лучепреломление. Впервые обнаружен им на кристалле исландского шпата (кальцита). Расмус Бартолин опубликовал описание этого явления, но так как физическая природа света была на то время не до конца понятой, учёный не смог её объяснить. Это стало возможным только после предложенной в начале XIX века Томасом Юнгом волновой теории света.
Он первым описал в научной медицине Синдром Патау — хромосомное заболевание человека, которое характеризуется наличием в клетках дополнительной хромосомы.